# Източен авахи
Източен авахи (Avahi laniger) е вид бозайник от семейство Индриеви (Indriidae). Видът е световно застрашен, със статут Уязвим.

## Разпространение и местообитание
Разпространен е в Мадагаскар.